# Tỷ lệ tương tác
Khái niệm về tỷ lệ tương tác (engagement rate) đã xuất hiện trong tiếp thị truyền thông xã hội vào năm 2019. Chắc chắn, số liệu phù phiếm như người theo dõi, lượt thích và số lần hiển thị được tính cho một cái gì đó. Nhưng các công thức về tỷ lệ tương tác đưa các số liệu này vào một quan điểm đáng tin cậy hơn.
Đó là lý do tại sao các số liệu tham gia thường được sử dụng làm điểm đánh giá  quan trọng trong các bộ phương tiện truyền thông bằng người có ảnh hưởng xã hội (influencers social media kits) hoặc để đánh giá lợi tức đầu tư của chiến dịch xã hội (ROI). Nhưng thật kỳ lạ, không có công thức tiêu chuẩn nào để tính tỷ lệ tương tác.
Tỷ lệ tương tác là một công thức đo lường số lượng nội dung truyền thông xã hội của một chiến dịch marketing làm cho người tiêu dùng tương tác trong những nội dung đó khi tiếp cận được họ. Ở đây đang nói về phản ứng, bình luận và chia sẻ.
Tỷ lệ tương tác là một số liệu hiệu quả thường được sử dụng để phân tích các chiến dịch của thương hiệu. Những người dành thời gian tương tác với video, chia sẻ và blog có nhiều khả năng chuyển đổi thành khách mua hàng. Tỷ lệ tương tác cũng có các phép đo là tập hợp con giống như các số liệu chia sẻ trên truyền hình trực tuyến, trong đó nêu bật tác động của tiếp thị truyền miệng của bạn.
Có một số tranh cãi xung quanh việc các số liệu nào là quan trọng nhất đối với tiếp thị kỹ thuật số, nhưng đó là sự tham gia của Cameron, các tính năng thường đứng đầu danh sách, những sự tham gia "lượt tương tác" thường mang tính năng đứng đầu danh sách.

## Những yếu tố nào tạo nên tỷ lệ tương tác?
Tỷ lệ tương tác rất phức tạp. Không có một định nghĩa duy nhất nào về "sự tương tác" của khách hàng vì các tương tác thay đổi theo bối cảnh và phương tiện. Chẳng hạn, tỷ lệ tương tác bao gồm:
- Trên trang web: hành vi cuộn trang, thời gian trung bình trên trang, lượt xem trang trung bình, tỷ lệ thoát, chia sẻ và chuyển đổi biểu mẫu
- Trên mạng xã hội: phương tiện truyền thông bao gồm các số liệu như lượt thích, lượt chia sẻ, bình luận và tin nhắn lại
- Facebook: Phản hồi, nhấp chuột, bình luận và chia sẻ
- LinkedIn: Tương tác, nhấp chuột, người theo dõi có được và lượt hiển thị
- Instagram: Lượt thích và bình luận
- Twitter: Retweets, bình luận và thích.
- Pinterest: Lượt thích, bình luận và ghim
- Trên các chiến dịch email bao gồm tỷ lệ mở và tỷ lệ nhấp.

Hầu hết các chiến dịch tiếp thị đa kênh liên quan đến việc đo lường số liệu tương tác trên các kênh khác nhau. Theo dõi tỷ lệ tương tác giúp bạn xác định xem các chiến lược tiếp thị của bạn có hiệu quả hay không. Việc thiếu người theo dõi có thể chỉ ra rằng bạn cần thay đổi tone giọng, thông điệp hoặc kênh quảng cáo.

## Tại sao tỷ lệ tương tác đóng vai trò quan trọng?
Trong các phương tiện truyền thông xã hội và tiếp thị kỹ thuật số, có rất nhiều người nói về ROI. Với công cụ xã hội phù hợp, các công ty có thể đo lường sự tương tác để chứng minh sự thành công trên phương tiện truyền thông xã hội. Trên nền tảng trực tuyến, sự tương tác dẫn đến:
- Tầm nhìn rộng hơn
- Đánh giá hiệu quả thương hiệu kỹ thuật số
- Giới thiệu và tiếp thị truyền miệng
- Sự uy tín
- Mối quan hệ tốt hơn với khách hàng

"Sự tương tác" thể hiện cho nhóm tiếp thị của bạn rằng nếu họ tiếp cận những người ủng hộ, người có ảnh hưởng và đối tượng mục tiêu của bạn. Thông qua các chiến dịch hấp dẫn, bạn tạo ra được những người ủng hộ có nhiều khả năng truyền bá thông điệp tích cực về thương hiệu của bạn và chuyển đổi thành khách mua hàng..

## Cách sử dụng tỷ lệ tương tác
Tỷ lệ tương tác mạnh mẽ minh chứng cho sự hiệu quả của các chiến dịch. Tuy nhiên, số liệu tương tác cũng có thể là một công cụ mạnh mẽ trong các lĩnh vực tăng trưởng kinh doanh khác. Nhóm marketing sử dụng tỷ lệ tương tác để:
- Hướng dẫn chiến lược tạo nội dung: Số liệu tương tác cho biết nội dung nào thu hút được nhiều sự chú ý nhất.
- Đo lường hiệu suất trên các mạng xã hội: Theo dõi tỷ lệ tương tác với các công cụ như Sprout Social để đảm bảo bạn có thể tương tác với khách hàng trên các nền tảng phù hợp.
- Tìm những người ủng hộ thương hiệu và người có ảnh hưởng: Các số liệu tham gia nêu bật các cá nhân được đầu tư sẵn sàng làm đại sứ cho một thương hiệu.
- Đo lường thành công trong các chiến dịch cụ thể: Tỷ lệ tương tác thể hiện cách mọi người cảm nhận về các sản phẩm, dịch vụ và chiến dịch mới.[3]

## Các cách đo lường tỷ lệ tương tác
Có nhiều cách để đo mức độ tương tác này và các cách tính toán khác nhau có thể phù hợp hơn với các mục tiêu truyền thông xã hội của bạn, tùy theo cách bạn vận dụng.

### Tỷ lệ tương tác theo Reach (ERR)
Công thức này là cách phổ biến nhất để tính mức độ tương tác với nội dung.
ERR đo lường tỷ lệ phần trăm những người chọn tương tác với nội dung của bạn sau khi xem nội dung đó.
Công thức tham khảo:
- ERR = tổng số lượt tham gia trên mỗi bài đăng / lượt tiếp cận mỗi bài * 100
- Average ERR = tổng ERR/ tổng số lượt bài đăng.

Ưu điểm:
Phạm vi tiếp cận (reach) có thể là một phép đo chính xác hơn so với số lượng người theo dõi, vì không phải tất cả những người theo dõi của bạn sẽ nhìn thấy tất cả nội dung của bạn. Và những người không theo dõi có thể đã được tiếp xúc với bài đăng của bạn thông qua chia sẻ, hashtag và các phương tiện khác.
Nhược điểm:
Reach có thể dao động vì nhiều lý do, khiến nó trở thành một biến số rất khó để kiểm soát. Một phạm vi tiếp cận rất thấp có thể dẫn đến tỷ lệ tương tác cao không tương xứng, và ngược lại, vì vậy hãy chắc chắn ghi nhớ điều này.

### Tỷ lệ tương tác theo Posts (ERp)
Công thức này đo lường sự tham gia của những người theo dõi trên một bài đăng cụ thể. Nói cách khác, nó tương tự như ERR, ngoại trừ thay vì tiếp cận, nó cho bạn biết tốc độ người theo dõi tương tác với nội dung của bạn.
Hầu hết những chiến dịch dùng người có ảnh hưởng đều đo lường lượt tương tác theo cách này
- ER post = Tổng số lượt tương tác trên một bài đăng / Tổng số người theo dõi * 100
- ER trung bình theo bài = Tổng ER theo bài / Tổng số bài

Ưu điểm:
Mặc dù ERR là cách tốt hơn để đánh giá các tương tác dựa trên số lượng người đã xem bài đăng của bạn, nhưng công thức này thay thế phạm vi tiếp cận với người theo dõi, thường là một số liệu ổn định hơn.
Nói cách khác, nếu phạm vi tiếp cận của bạn dao động thường xuyên, hãy sử dụng phương pháp này để đo lường chính xác hơn mức độ tương tác sau khi đăng.
Nhược điểm:
Như đã đề cập, mặc dù đây có thể là một cách không thể lay chuyển hơn để theo dõi các lượt tương tác trên các bài đăng, nhưng nó không cung cấp hình ảnh đầy đủ vì nó không đo lường phạm vi lan truyền. Và, khi lượng người theo dõi của bạn tăng lên, tỷ lệ tương tác của bạn có thể giảm xuống một chút.
Hãy chắc chắn để xem chỉ số này cùng với phân tích tăng trưởng người theo dõi.

### Tỷ lệ tương tác theo lượt hiển thị (ERI)
Một số liệu khác mà bạn có thể chọn để đo mức độ tương tác là số lần hiển thị. Trong khi phạm vi tiếp cận đo lường số lượng người xem nội dung của bạn, số lần hiển thị theo dõi tần suất nội dung đó xuất hiện trên màn hình.
- Số lần hiển thị ER = Tổng số lượt tương tác trên một bài đăng / Tổng số lần hiển thị * 100
- Số lần hiển thị ER trung bình = Tổng số lần hiển thị ER / Tổng số bài đăng

Ưu điểm:
Công thức này có thể hữu ích nếu bạn đang chạy nội dung trả phí và cần đánh giá hiệu quả dựa trên số lần hiển thị.
Nhược điểm:
Tỷ lệ tương tác được tính bằng số lần hiển thị có tỷ lệ tin cậy thấp hơn ERR và ERp. Giống như Reach, lượt hiển thị cũng có thể không nhất quán. Nó có thể là một ý tưởng tốt để sử dụng phương pháp này kết hợp với reach.

### Tỷ lệ tương tác theo từng ngày (DER)
Nếu chiến dịch marketing chú ý về mức độ thường xuyên những người theo dõi của bạn gắn kết với tài khoản của bạn hàng ngày. Thì đây là công thức để tính nó.
- ER hàng ngày = Tổng số lượt tham gia trong một ngày / Tổng số người theo dõi * 100
- Trung bình ER hàng ngày = Tổng số lượt tham gia trong X ngày / (X ngày * người theo dõi) * 100

Ưu điểm:
Công thức này là một cách tốt để đánh giá tần suất người theo dõi của bạn tương tác với tài khoản của bạn hàng ngày, thay vì cách họ tương tác với một bài đăng cụ thể.
Công thức này cũng có thể được điều chỉnh cho các trường hợp sử dụng cụ thể. Chẳng hạn, nếu thương hiệu của bạn chỉ muốn đo lường các bình luận hàng ngày, bạn có thể điều chỉnh tổng số lượt engagement cho phù hợp.
Nhược điểm:
Có một số lượng lỗ hổng cho phương pháp này. Chẳng hạn, công thức không tính toán cho thực tế là cùng một người theo dõi có thể tham gia 10 lần trong một ngày, so với 10 người theo dõi tham gia một lần.
Sự tham gia hàng ngày cũng có thể thay đổi vì một số lý do, ví dụ như số lượng bài đăng bạn chia sẻ.

### Tỷ lệ tương tác theo lượt xem (ERV)
Nếu truyền thông qua video là công cụ chính cho chiến lược marketing của bạn, bạn có thể muốn biết có bao nhiêu người chọn tương tác với video của mình sau khi xem chúng.
- ER theo lượt xem = Tổng số lượt tương tác trên bài đăng video / Tổng số lượt xem video * 100
- Lượt xem ER trung bình = Tổng lượt xem ER / Tổng số bài đăng

Ưu điểm:
Nếu một trong những mục tiêu của video là tạo ra sự tương tác với khách hàng, đây có thể là một cách tốt để theo dõi nó.
Nhược điểm:
Chế độ xem thường bao gồm các chế độ xem lặp lại từ một người dùng (chế độ xem không duy nhất). Mặc dù người xem đó có thể xem video nhiều lần, nhưng họ có thể không nhất thiết phải tương tác nhiều lần.